# Fernanda Martins
Fernanda Martins, född 26 juli 1988, är en friidrottare från Brasilien. Hon deltog vid olympiska sommarspelen 2016 och olympiska sommarspelen 2020.